# Borommaracha I.
Borommaracha I. (vollständiger Titel: Somdet Phra Borommaratchathirat Thi Nueng – Thai: สมเด็จพระบรมราชาธิราชที่ ๑; auch Khun Luang Pha-Ngua – ขุนหลวงพะงั่ว; * 1307 oder 1308; † 1388 oder 1389 in Ayutthaya) war zwischen 1370 und 1388 der dritte König des Ayutthaya-Reiches.
Die Chronik von Luang Prasoet legt seine Regierungszeit von C.S. 732–750 (AD 1370/71 bis 1388/89) fest, andere Versionen der Königlichen Chroniken von Ayutthaya geben andere Jahreszahlen an, so zum Beispiel die „Royal Autograph“ von C.S. 732–744.

## Leben
Pha Ngua war Fürst von Suphanburi und ein Bruder der königlichen Gemahlin Ramathibodi I. (U Thongs), des Gründers des Königreichs Ayutthaya. Als dieser 1369 starb, wurde dessen Sohn Ramesuan (Thai: สมเด็จพระราเมศวร) König von Ayutthaya, doch wurde er bereits nach kurzer Zeit von seinem Onkel zur Abdankung gezwungen, der sich 1370 selbst auf den Thron setzte. Der holländische Chronist Jeremias Van Vliet beschreibt dagegen, dass die gesamte königliche Familie mit der Übernahme des Throns durch Pha Ngua einverstanden gewesen sei. Ramesuan ging daraufhin zurück nach Lop Buri, um dort als Gouverneur zu wirken.

„[Borommaracha I. war] ein weiser, eloquenter, religiöser König, großzügig gegenüber der Geistlichkeit und den Armen. Da er ein Waffenliebhaber war und Kriegen nicht abgeneigt, kümmerte er sich sehr um seine Soldaten. Unter seiner Herrschaft war das Land geschwärzt von Bürgerkrieg, aber er regulierte alle Streitigkeiten mit wenig Blutvergiessen. […] Es war eine Zeit von großem Wohlstand in seiner Regierungszeit, im Land herrschte kein Mangel.“

1371 führte Borommaracha I. eine Invasion des benachbarten Königreiches Sukhothai durch, das schließlich 1378 offiziell Vasall von Ayutthaya wurde. 1375 eroberten die Streitkräfte unter Borommaracha I. die Stadt Phitsanulok im Norden des heutigen Thailand, die seinerzeit zweite Hauptstadt des Königreiches Sukhothai war.
König Borommaracha I. starb 1388 im Alter von 81 Jahren in Ayutthaya. Als seinen Nachfolger bestimmte er seinen Sohn Thong Lan (oder Thong Chan), der aber nur sieben Tage regierte und dann von Ramesuan abgelöst und hingerichtet wurde, der zum zweiten Mal den Thron von Ayutthaya bestieg.
Borommaracha I. war der Begründer der Suphannaphum-Linie (oder „Suphanburi-Linie“) im Königshaus Ayutthaya, die erst mit König Mahin zweihundert Jahre später ausstarb.